# Taşkent
Taşkent là một huyện thuộc tỉnh Konya, Thổ Nhĩ Kỳ. Huyện có diện tích 595 km² và dân số thời điểm năm 2007 là 8497 người, mật độ 14 người/km².